# Банда Виктора Можаева
Банда Виктора Можаева — преступное формирование, осуществлявшее в 1983—1986 гг. преступную деятельность на территории Казахской ССР, одна из самых жестоких банд в советской истории.

## История возникновения. Члены банды

Виктор Можаев

Основатель и лидер банды, Виктор Можаев, с раннего возраста занимался тяжёлой атлетикой. Ко всем наукам он относился с пренебрежением. Первую судимость он получил за драку с поножовщиной. Условно-досрочно освободившись, он женился, устроился водителем в Спортивный комитет Казахской ССР. Жизнь на зарплату не устраивала Можаева.
Ещё двое членов банды, друзья детства Можаева Николай Немчин и Владимир Токарев, также работали водителями. Впоследствии в банду вошёл ещё один водитель — Михаил Солуянов. Немчин был личным шофёром проректора зооветеринарного института, а Солуянов — водителем «Скорой помощи».

## Преступления

Николай Немчин

В ночь с 22 на 23 апреля 1983 года Можаев и Немчин совершили нападение на санаторий Совета Министров Казахской ССР. Охранник санатория, знакомый Можаева милиционер Мунгалов, пропустил бандитов, и те, убив его, забрали табельное оружие — пистолет Макарова.
25 мая 1983 года Можаев, Немчин и Солуянов совершили разбойное нападение на кассира алма-атинского предприятия «Спецдормаш», которое закончилось её убийством. Налёт принёс убийцам одну тысячу рублей.
Следующей целью бандитов стали кассир и водитель, ежемесячно привозившие крупные суммы денег на производственное объединение «Асфальтобетон». Подготовка к операции заняла у бандитов несколько месяцев. Выяснив, что кассир и водитель вооружены револьверами, и опасаясь встретить серьёзное сопротивление, члены банды решили завладеть автоматическим оружием. Вызвав такси, они поехали к одной из воинских частей, расквартированных под Алма-Атой. Там, убив водителя, они решили насмерть задавить проходивший военный патруль, но эта попытка потерпела неудачу.
Поняв, что автоматами завладеть им не удастся, Можаев и его сообщники отправились совершать разбойное нападение на инкассаторов с пистолетами. 16 октября 1983 года бандиты угнали машину такси, предварительно убив водителя, и на ней подъехали к «Асфальтобетону». Можаев открыл огонь по кассиру и водителю, в результате чего оба они погибли. Добычей преступников стала внушительная сумма — 110 тысяч рублей. Угнанную машину бандиты бросили неподалёку от места преступления.

Михаил Солуянов

Также бандиты совершали убийства девушек, которых предварительно насиловали. Их жертвами стали не менее 4 девушек. Ещё несколько убийств, совершённых в те годы, также были делом рук банды Виктора Можаева.

## Арест, следствие и суд
В июле 1986 года милиции случайным образом удалось выйти на след бандитов. Находившийся в вытрезвителе Можаев хвастал перед соседями по палате своими преступлениями. Можаева, Немчина, Солуянова и Токарева арестовали. Бандиты признались даже в тех преступлениях, которые им поначалу не инкриминировались. Всего же Можаев признался в совершении 17 убийств, однако доказать следствию удалось лишь 11.
Осенью 1989 года Можаева, Немчина и Солуянова приговорили к исключительной мере наказания — смертной казни через расстрел. Токарев был приговорён к 15 годам лишения свободы. Верховный Суд СССР заменил Солуянову смертный приговор на 20 лет лишения свободы, а остальным оставил его без изменения. По приговору суда Можаева и Немчина расстреляли.
За поимку опасной банды руководители следственной группы были награждены орденами и медалями.